# Ümit Karan
Pour les articles homonymes, voir Karan.
Ümit Karan est footballeur turc qui évolue au poste d'attaquant à Eskişehirspor.

## Biographie
Ümit Karan naît à Berlin (Allemagne), le 1er octobre 1976. Durant sa jeunesse, il évolue dans des clubs amateurs comme le Hertha Zehlendorf. Sa carrière professionnelle commence réellement lors de son transfert à Türkiyemspor Berlin durant la saison 1995-1996.
Il est alors remarqué par le club de Gençlerbirliği, où il est transféré et joue pendant 5 ans en tant que capitaine. En 2000, il y remporte la Coupe de Turquie.
En 2001, il part pour Galatasaray où il n'a pas énormément de temps de jeu. Lors la saison 2004-2005, il a des problèmes avec son entraîneur Gheorghe Hagi qui l’amènent à quitter le club. Il est en contact avec différents clubs de la Bundesliga dont le Borussia Mönchengladbach, Hannover 96 et Arminia Bielefeld, mais finalement il signe en faveur d'Ankaraspor. Dès son premier match, il marque les deux buts de son équipe. 
Au début de la saison 2004-2005, il revient à Galatasaray avec qui il marque 17 buts pendant la saison mais ne peut continuer la course au titre de meilleur buteur à cause de quelques blessures. Le dimanche 4 janvier 2009, Éric Gerets et l'Olympique de Marseille entrent en contact avec lui car il est en manque de temps de jeu. Interrogé sur l'information relayée par la presse turque selon laquelle le transfert à l'OM de Karan serait imminent, Eric Gerets répond : « Il aimerait bien venir chez moi, ce qui prouve que j'ai laissé un bon souvenir dans les clubs où je suis passé. Si j'étais sûr qu'il a la forme de sa 1ère année avec moi à Galatasaray, je n'aurai aucun problème mais je n'en suis pas sûr du tout aujourd'hui. »
Ümit Karan quitte le Galatasaray à la fin de la saison 2008-2009 pour rejoindre Eskişehirspor. Il y signe un contrat de 3 ans,.

## Carrière
- 1995-1996 : Türkiyemspor Berlin ( Allemagne)
- 1996-2001 : Gençlerbirliği ( Turquie)
- 2001-2004 : Galatasaray SK ( Turquie)
- 2004-2005 : Ankaraspor ( Turquie)
- 2005-2009 : Galatasaray SK ( Turquie)
- 2009-.... 2010: Eskişehirspor ( Turquie)